# Fergus Suter
Fergus Suter (Glasgow, 21 de noviembre de 1857-Blackpool, 31 de julio de 1916) fue un albañil y futbolista escocés. Posiblemente es el primer futbolista profesional reconocido, Suter jugó para el Partick FC, antes de mudarse a Inglaterra para jugar en el Darwen FC y el Blackburn Rovers.

## Carrera

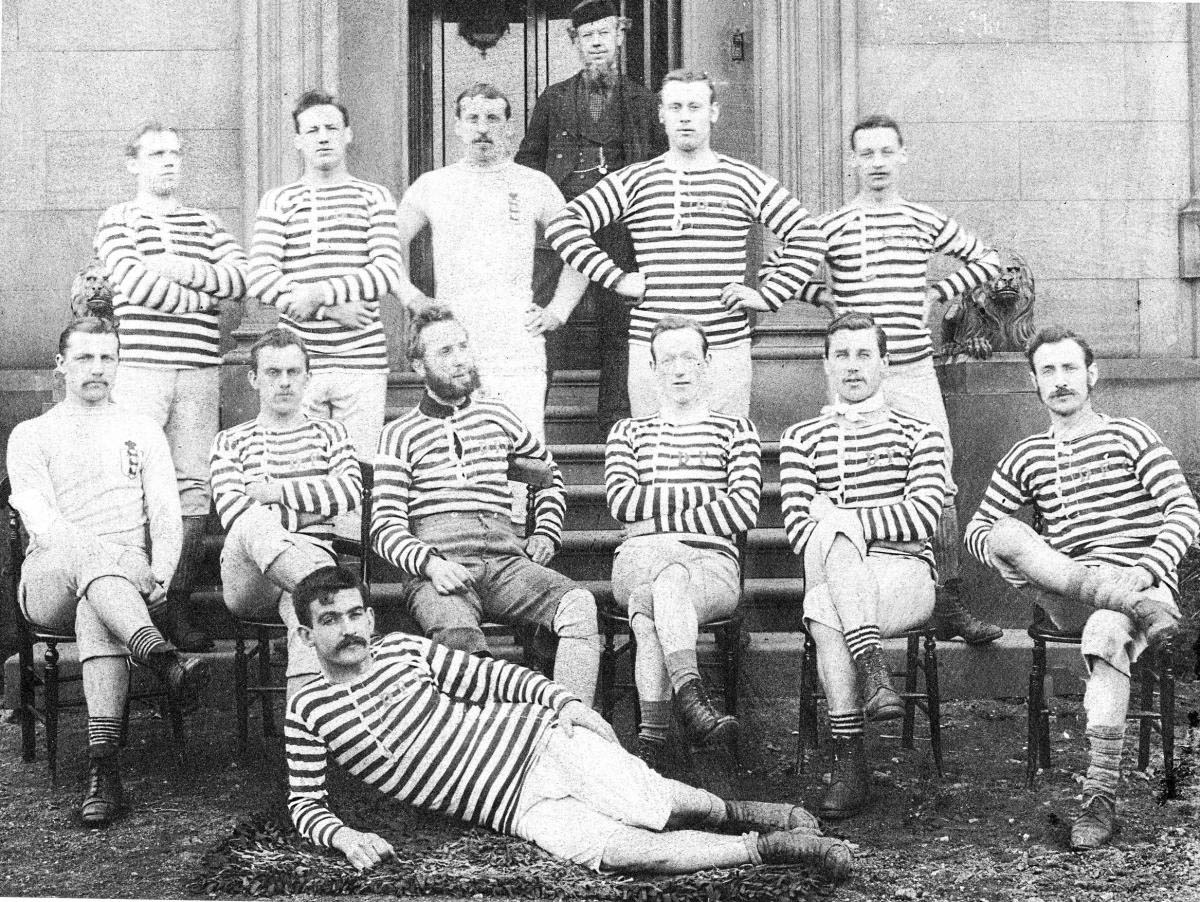
El equipo de Darwin FC

Suter dio sus primeros pasos como futbolista con el Partick F.C., de su Escocia natal. El 1 de enero de 1878 jugó para ellos contra Darwen en Barley Bank, y contra Blackburn Rovers en Lancashire el día siguiente. A finales de aquel año comenzó a jugar para el Darwen, poco después de la llegada de su amigo James Love al Partick.
El juego era oficialmente amateur, ya que el profesionalismo no estaba permitido. Cuando Suter se trasladó a Inglaterra para jugar para Darwen en 1878, dejando su trabajo de albañil, resultó muy sospechoso y fue muy seguido. Alegando que la piedra inglesa era muy difícil de trabajar, estaba cobrando encubiertamente por jugar. Durante el verano de 1880 causó aún más controversia por irse a jugar con Blackburn Rovers, un rival local de Darwen, acusándosele de que el traslado era por recibir mejores pagos. El traslado de Suter provocó un fuerte movimiento de rivalidad local entre Darwen y Blackburn, que se mantendría por muchos años.
Su carrera como futbolista ya había terminado cuando se organizó el primer campeonato de la Liga de Fútbol inglesa en 1888. Sólo jugó con Blackburn Rovers en esta competición el 22 de diciembre de 1888 contra West Bromwich Albion, sustituyendo al portero Herbie Arthur. Jugó cuatro finales de FA Cup y tras quedar Blackburn subcampeón ante Old Etonians en 1882,  recogió las medallas de campeón en 1884, 1885 y 1886. Una vez retirado, dirigió el hotel Millstone Hotel en Darwen. Murió en Blackpool en 1916 con 58 años.

## En la cultura popular
Suter es uno de los personajes principales de la miniserie de Netflix Juego de caballeros (The English Game, 2020), interpretado por Kevin Guthrie.  La serie le describe ganando la FA Cup de 1883 con Blackburn Rovers, pero se trata de una licencia literaria, porque ese año el campeón fue Blackburn, pero no el Rovers, sino el Blackburn Olympic, que derrotó al Old Etonians, convirtiéndose en el primer equipo de clase trabajadora en ganar el trofeo. En realidad, Suter jugó para sus rivales locales, Blackburn Rovers, donde también perdió la final de 1882, frente a Old Etonians. Más tarde llegarían sus tres victorias consecutivas de la FA Cup en las finales de 1884, 1885 y 1886.

## Clubes

### Como jugador
| Club                  | País       | Año       |
| --------------------- | ---------- | --------- |
| Partick               | Escocia    | 1876-1878 |
| Darwen                | Inglaterra | 1878-1880 |
| Blackburn Rovers F.C. | Inglaterra | 1880-1889 |

## Palmarés

### Campeonatos con Blackburn Rovers F.C.
| Título | Club                  | País       | Año  |
| ------ | --------------------- | ---------- | ---- |
| FA Cup | Blackburn Rovers F.C. | Inglaterra | 1884 |
| FA Cup | Blackburn Rovers F.C. | Inglaterra | 1885 |
| FA Cup | Blackburn Rovers F.C. | Inglaterra | 1886 |